# Residuos de jabón
El residuo de jabón o limo de jabón es el sólido blanco compuesto de estearato de calcio, estearato de magnesio y derivados de metales alcalinos similares de ácidos grasos. Estos materiales resultan de la adición de jabón y otros tensioactivos aniónicos al agua dura. El agua dura contiene iones de calcio y magnesio, que reaccionan con el anión tensioactivo para dar estos jabones metálicos o de calcio.
2 C17H35COO−Na+ + Ca2+   →  (C17H35COO)2Ca  +  2 Na+
En esta reacción, el catión de sodio en el jabón es reemplazado por calcio para formar estearato de calcio.
Los jabones de cal acumulan depósitos en fibras, lavadoras y fregaderos. Los tensioactivos sintéticos son menos susceptibles a los efectos del agua dura. La mayoría de los detergentes contienen reforzantes que evitan la formación de residuos de jabón.